# Arnes (Tarragona)

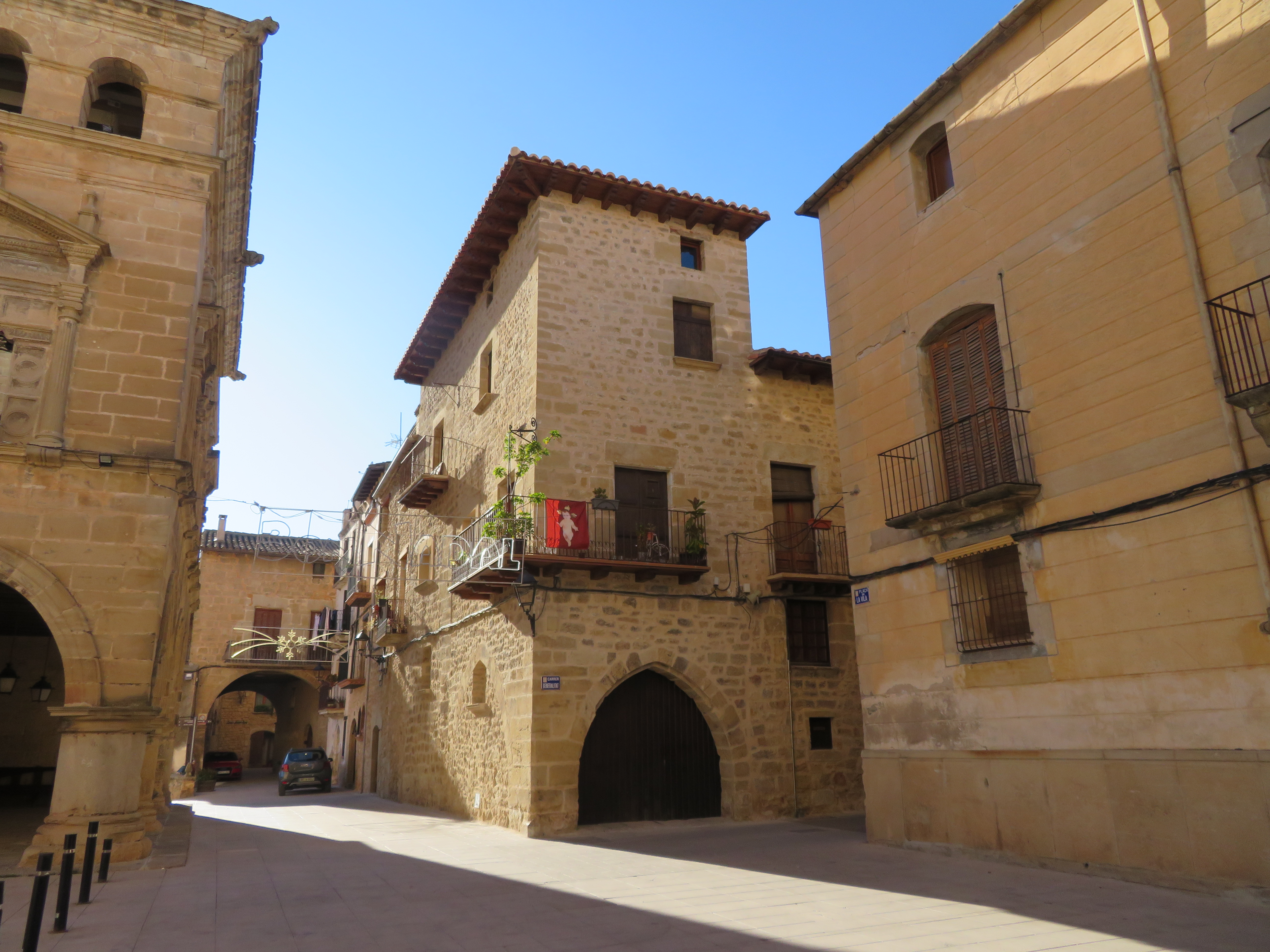
Historischer Komplex, Stadtzentrum von Arnes

Arnes ist eine Gemeinde in der spanischen Comarca Terra Alta der Provinz Tarragona (Katalonien).
Der Ort im äußersten Westen der Provinz Tarragona, an der Grenze zu Aragonien, hat 463 Einwohner (Stand: 2024) auf 43 km². Er liegt auf einem kleinen Hügel gut 500 Meter über dem Fluss Algars. Auf der Südseite fällt der Ort Richtung  Tortosa ab, während auf der flacheren Nordseite die Ebene des Algars liegt. 

## Geschichte
Es scheint, dass in der Gegend von Arnes zunächst der Bauernhof eines Muslims existierte, der Ort später von Alfons dem Keuschen erobert wurde und bald darauf in den Besitz des Templerordens aus Horta de Sant Joan kam. Nach dem Untergang der Templer wurde er von Johannitern abhängig.

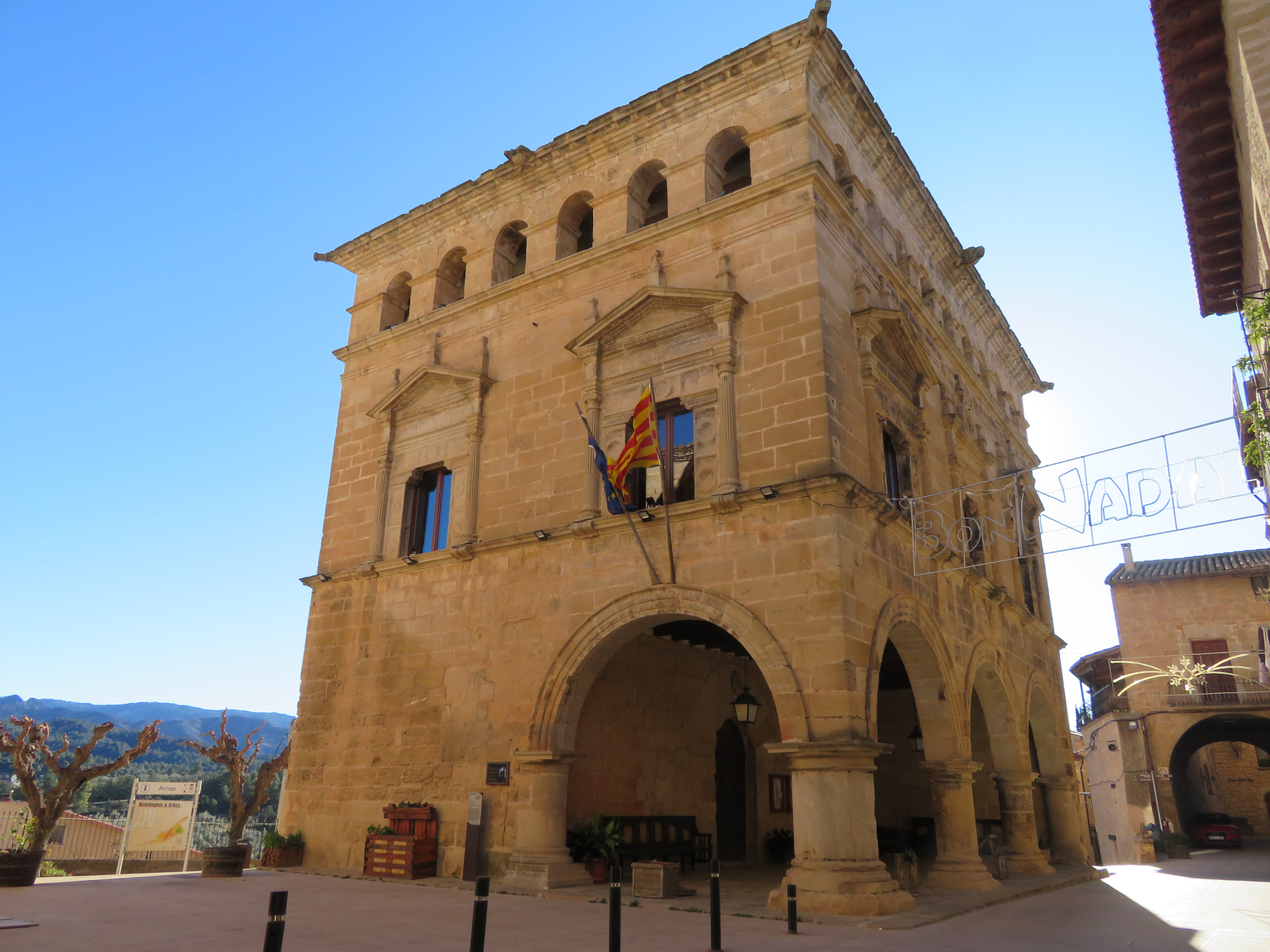
Rathaus von Arnes, erbaut 1584, traditionelles historisches Zentrum von Arnes, Terra Alta.

## Sehenswürdigkeiten
Besonders sehenswert ist das Rathaus, einer der wichtigsten Bauten der katalanischen Renaissance, das im Jahr 1584 von Joan Vilabona de Queretes gebaut wurde. Daneben ist die barocke dreischiffige Pfarrkirche Santa Magdalena zu erwähnen. Sie wurde auf den Ruinen einer gotischen Kirche aus dem Jahr 1693 erbaut. 